# Tersomia brasiliensis
Tersomia brasiliensis är en insektsart som beskrevs av Kirby 1904. Tersomia brasiliensis ingår i släktet Tersomia och familjen Pseudophasmatidae. Inga underarter finns listade i Catalogue of Life.